# Cymodusa longiterebra
Cymodusa longiterebra är en stekelart som beskrevs av Dbar 1985. Cymodusa longiterebra ingår i släktet Cymodusa och familjen brokparasitsteklar. Inga underarter finns listade i Catalogue of Life.